# Erektilna disfunkcija
Erektilna disfunkcija (ED ali (moška) impotenca) je spolna disfunkcija, pri kateri moški pri spolnem odnosu ni sposoben doseči ali zadosti dolgo ohraniti erekcije penisa. Vzroki za to so lahko različni, npr. kardiovaskularne okvare ali sladkorna bolezen, terapija pa je večinoma uspešna.

## Dejavniki
- stres na delovnem mestu in doma
- kajenje tobačnih izdelkov
- uživanje alkohola
- pomanjkanje vitaminov
- pomanjkanje želje po spolnosti
- pomanjkanje samozavesti

## Zdravila
Za zdravljenje elektilne disfunkcije se uporabljajo zdravila iz skupine G04BE po anatomsko-terapevtsko-kemijski klasifikaciji :
| učinkovina  | Zaščiteno ime       | Podjetje                   |
| ----------- | ------------------- | -------------------------- |
| alprostadil | CAVERJECT           | Pharmacia & Upjohn         |
| apomorfin   | CP UPRIMA           | Abbot Laboratories         |
| sildenafil  | CP REVATIO (VIAGRA) | Pfizer Limited VB          |
| tadalafil   | CP CIALIS           | Eli Lilly and Company Ltd. |
| vardenafil  | CP LEVITRA          | Bayer HealthCare AG        |